# Navezuelas
Navezuelas ist ein Ort und eine Gemeinde (municipio) mit 649 Einwohnern (Stand: 2024) in der Provinz Cáceres in der Autonomen Region Extremadura in Spanien.

## Lage und Klima
Navezuelas liegt in einer Höhe von ca. 930 m. Die Provinzhauptstadt Cáceres liegt gut 100 km (Fahrtstrecke) nordwestlich. Auf der westlichen Gemeindegrenze liegt der Stausee Embalse de Santa Lucía.

## Bevölkerungsentwicklung
| Jahr      | 1970 | 1981 | 1991 | 2001 | 2011 | 2021 |
| Einwohner | 1194 | 888  | 808  | 745  | 674  | 627  |

Der deutliche Bevölkerungsrückgang seit den 1950er Jahren ist im Wesentlichen auf die Mechanisierung der Landwirtschaft sowie die Aufgabe bäuerlicher Kleinbetriebe („Höfesterben“) und den damit einhergehenden Verlust von Arbeitsplätzen zurückzuführen.

## Sehenswürdigkeiten

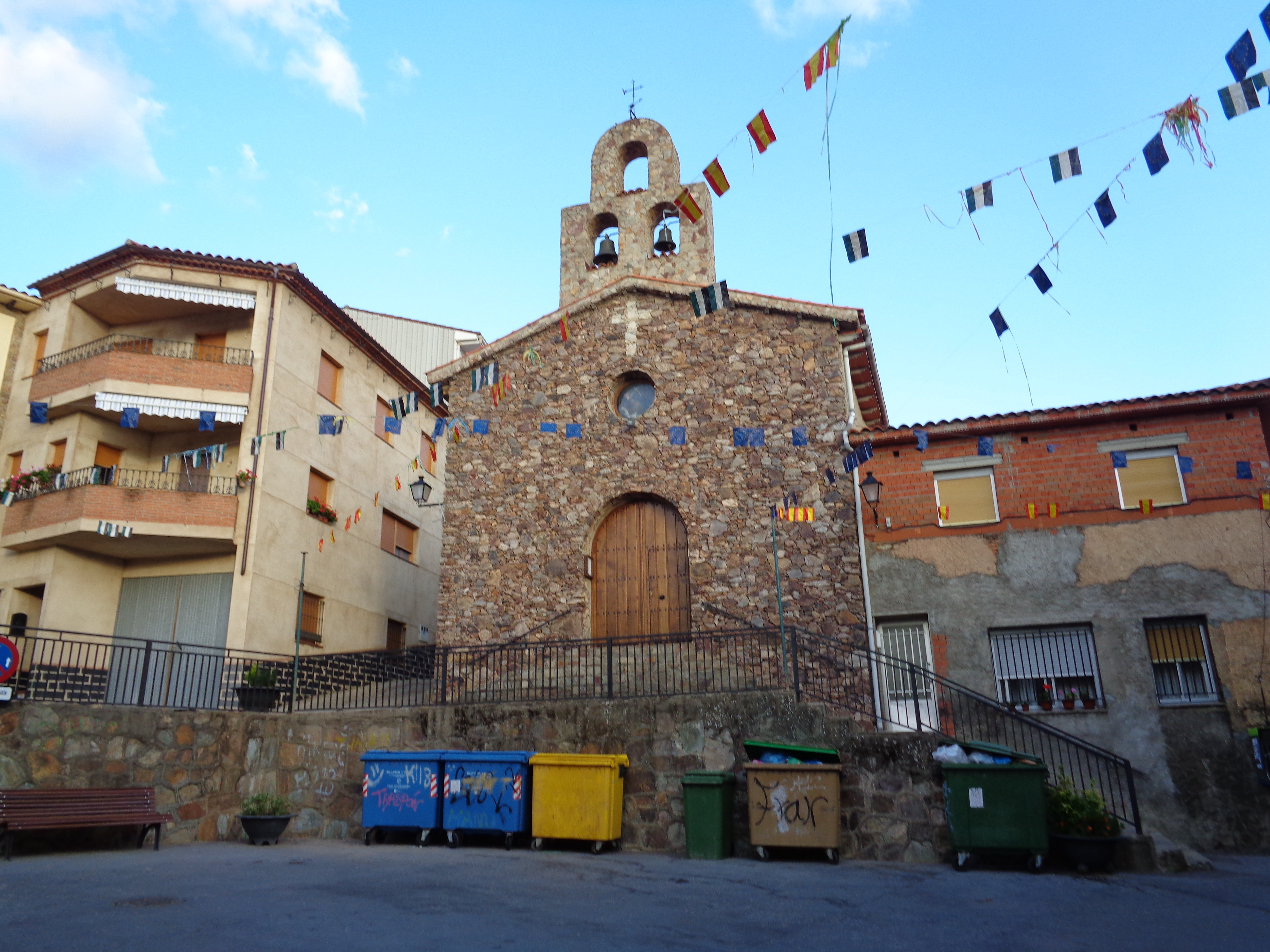
Jakobuskirche
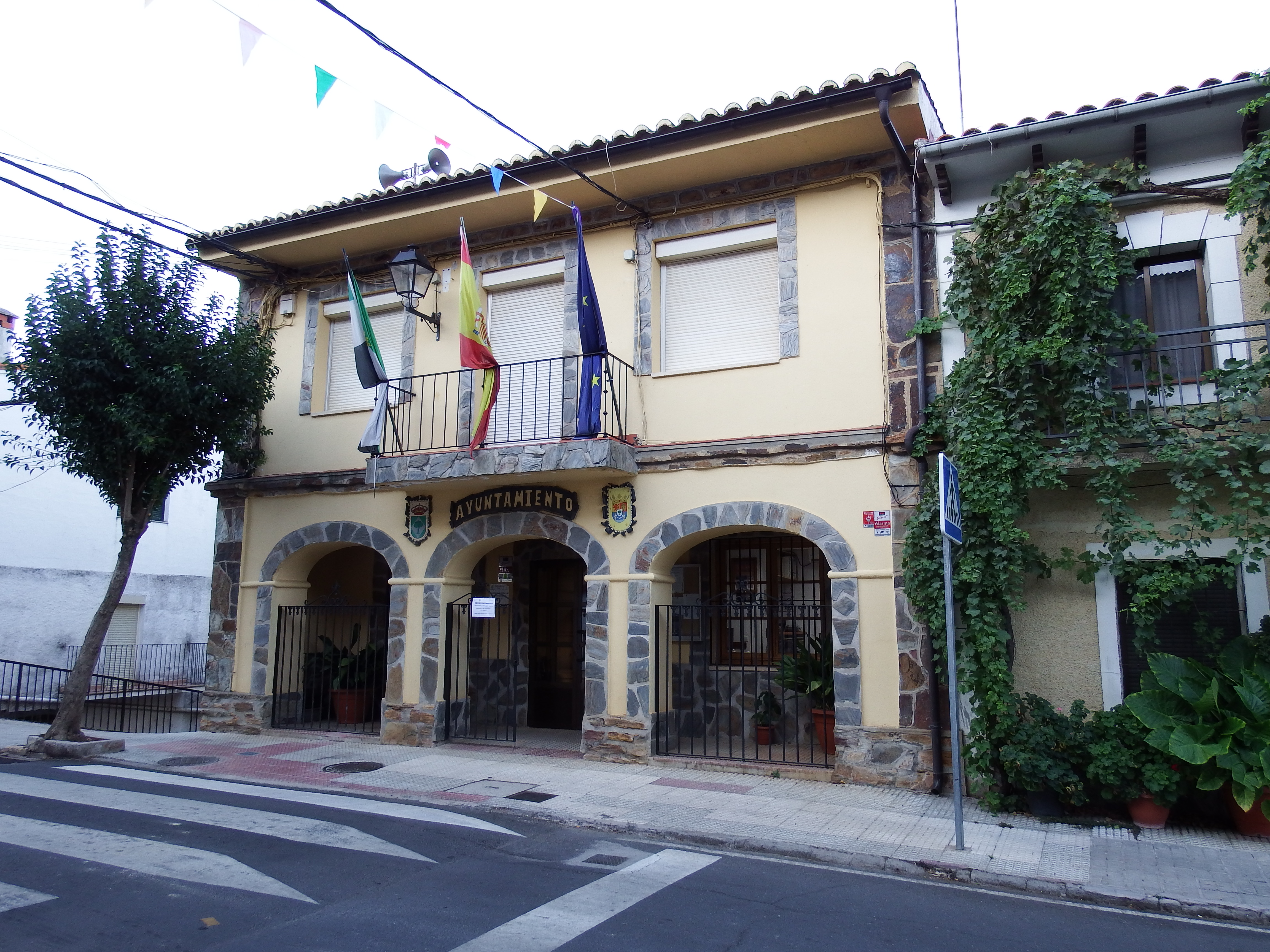
Rathaus

- Jakobuskirche
- Rathaus